# Władysław Mrowiec
Władysław Mrowiec (ur. 25 marca 1924 w Antoniewie, zm. 9 czerwca 1994 w Warszawie) – pułkownik Sił Zbrojnych Polskiej Rzeczypospolitej Ludowej, wieloletni wysoki rangą funkcjonariusz wojskowych organów bezpieczeństwa PRL, zastępca szefa Wojskowej Służby Wewnętrznej. W 1979 roku rozkazem MON został wyróżniony wpisem do Honorowej Księgi Czynów Żołnierskich.

## Wykształcenie
- wrzesień 1945 – luty 1946 – Centralna Szkoła Oficerów Polityczno-Wychowawczych w Łodzi
- 1946 – Szkoła Oficerów Informacji
- wrzesień 1960 – sierpień 1961 Wyższy Kurs Doskonalenia Oficerów WSW w Wojskowej Akademii Politycznej im. Feliksa Dzierżyńskiego w Warszawie
- 1977 – dwumiesięczny kurs przeszkolenia specjalnego oficerów w Wyższej Szkole KGB w Moskwie

## Przebieg służby
- podczas wojny walczył w szeregach Gwardii Ludowej i Armii Ludowej
- 1946–1948 – oficer informacji w 4 pułku saperów w Gorzowie Wielkopolskim
- 1948–1949 – zastępca kierownika sekcji w Okręgowym Zarządzie Informacji nr III w Poznaniu
- 1949–1951 – oficer informacji w Okręgowym Zarządzie Informacji nr IV we Wrocławiu
- 1951–1954 – kierownik sekcji i szef Wydziału w Okręgowym Zarządzie Informacji nr V w Krakowie
- 1954 – szef Wydziału w Zarządzie Informacji Wojsk Lotniczych
- 1954–1957 – szef Oddziału II Zarządu II Głównego Zarządu Informacji WP
- 1957–1962 – szef Oddziału w Zarządzie I Szefostwa Wojskowej Służby Wewnętrznej
- 1962 – delegowany na stanowisko oficera ds. rotacji Polskiej Delegacji Międzynarodowej Komisji Nadzoru i Kontroli w Laosie
- 1963–1967 – zastępca szefa Zarządu WSW Pomorskiego Okręgu Wojskowego w Bydgoszczy
- 1967–1968 – p.o. szefa Zarządu WSW Pomorskiego Okręgu Wojskowego w Bydgoszczy
- 1968–1969 – szef Zarządu WSW Pomorskiego Okręgu Wojskowego
- 1969–1970 – p.o. szefa Zarządu II Szefostwa Wojskowej Służby Wewnętrznej
- 1970–1979 – szef Zarządu II Wojskowej Służby Wewnętrznej
- 1979–1981 – zastępca szefa Wojskowej Służby Wewnętrznej
- styczeń – grudzień 1979 – jednocześnie szef Zarządu III Szefostwa Wojskowej Służby Wewnętrznej
- 1981–1982 – przeszkolenie na attaché wojskowego
- maj 1982 – grudzień 1984 – attaché wojskowy, morski i lotniczy Ambasady PRL w Hawanie
- 1984–1985 – w dyspozycji szefa WSW
- od grudnia 1985 w stanie spoczynku

Członek PPR i PZPR, wielokrotnie wybierany do władz partyjnych, członek Komitetu PZPR Ministerstwa Obrony Narodowej. Został pochowany na Cmentarzu Wojskowym na Powązkach w Warszawie (kwatera: BII-6-5).

## Odznaczenia
- Wpis do Honorowej Księgi Czynów Żołnierskich
- Krzyż Oficerski Orderu Odrodzenia Polski
- Krzyż Kawalerski Orderu Odrodzenia Polski
- Złoty Krzyż Zasługi
- Srebrny Krzyż Zasługi
- Krzyż Partyzancki
- Złoty Medal „Siły Zbrojne w Służbie Ojczyzny”
- Srebrny Medal „Siły Zbrojne w Służbie Ojczyzny”
- Brązowy Medal „Siły Zbrojne w Służbie Ojczyzny”
- Złoty Medal „Za zasługi dla obronności kraju”
- Srebrny Medal „Za zasługi dla obronności kraju”
- Brązowy Medal „Za zasługi dla obronności kraju”
- Medal im. Ludwika Waryńskiego (1987)[3]
- Order Sławy (ZSRR)
- Order Wojny Ojczyźnianej II stopnia (ZSRR)